# Бородинское (озеро, Выборгский район Ленинградской области)
Бородинское (фин. Torajärvi) — озеро на территории Каменногорского городского поселения Выборгского района Ленинградской области.

## Общие сведения
Площадь озера — 2,4 км², площадь водосборного бассейна — 515 км². Располагается на высоте 19,5 метров над уровнем моря.
Форма озера продолговатая: вытянуто с северо-запада на юго-восток. Берега каменисто-песчаные, преимущественно возвышенные, местами скалистые.
В северо-западную оконечность впадает безымянный водоток, вытекающий из озера Свободного. Из юго-восточной оконечности озера вытекает также безымянный водоток, втекающий в озеро Михалёвское, из которого вытекает река Козловка, впадающая в озеро Любимовское. Из Любимовского воды по реке Дымовке попадают в Вуоксу. В северо-западную оконечность Бородинского также впадает река Красновка, берущая начало из озера Двойного.
Ближе к юго-восточной оконечности озера расположены три некрупных острова.
У юго-восточной оконечности озера расположены посёлок и станция Бородинское, через которые проходят железная дорога Выборг — Хийтола и автомобильная дорога местного значения 41К-185 («Выборг — Элисенваара»). Вдоль северо-восточного берега озера проходит дорога местного значения 41К-024 («Среднегорье — Топольки»).
Название озера переводится с финского языка как «спорное озеро».
Код объекта в государственном водном реестре — 01040300211102000012400.